# Лю Ханьцзо, Павел
 Павел Лю Ханьцзо  (кит. 劉翰佐 保祿, около 1778 или 1778, Сычуань — 13 февраля 1818, Чэнду) — святой Римско-Католической Церкви, священник, мученик.

## Биография
Павел Лю Ханьцзо родился в 1778 году в провинции Сычуань в бедной католической семье. С раннего возраста ему пришлось работать пастухом, поэтому он не мог посещать школу. Несмотря на то, что он был неграмотным, в возрасте 24 лет он просил ректора католической семинарии, находившейся в Ложэнгоу, принять его на обучение. В то время в католических церковных образовательных учреждениях в процессе обучения использовался латинский язык, что стало значительным препятствием для Павла Лю Ханьцзо, поэтому руководство семинарии организовало специально для Павла Лю Ханьцзо изучение философских и богословских дисциплин на китайском языке. 
В 1813 году, в возрасте 35 лет, Павел Лю Ханьцзо был рукоположен в священника и был назначен на миссионерскую работу. Из-за преследований христиан, которое было в то время в Китае, Павел Лю Ханьцзо вынужден был скрывать свой священнический сан, проводя подпольное миссионерское служение, работая на разных светских должностях. В 1818 году Павел Лю Ханьцзо был арестован после служения мессы и приговорён к казни, которая совершилась 13 февраля 1818 года.

## Прославление
Павел Лю Ханьцзо был беатифицирован 27 мая 1900 года папой Львом XIII и канонизирован 1 октября 2000 года папой Иоанном Павлом II вместе с группой 120 китайских мучеников.
День памяти в Католической Церкви — 9 июля.

## Источник
- George G. Christian OP, Augustine Zhao Rong and Companions, Martyrs of China, 2005, стр. 52  (англ.)